# Анна (фільм, 2005)
«Анна» — кінофільм режисера Євгена Гінзбурга, що вийшов на екрани в 2005 році.

## Зміст
В основі картини - п'єса Островського «Без вини винуваті», але дія фільму перенесена у наш час. Головна героїня не драматична актриса, а оперна співачка. Її і грає Казарновська. Спеціально для Любові Казарновської написано і новий вокальний твір, який звучить у фіналі фільму.

## Ролі
| Актор                | Роль |
| -------------------- | ---- |
| Любов Казарновська   | -    |
| Юлія Рутберг         | -    |
| Павло Дерев'янко     | -    |
| Ігор Волков          | -    |
| Тетяна Кравченко     | -    |
| Нугзар Квашалі       | -    |
| Володимир Долинський | -    |
| Володимир Стержаков  | -    |
| Юрій Шерстнев        | -    |
| Сергій Петров        | -    |

## Знімальна група
- Режисер — Євген Гінзбург
- Сценарист — Рустам Ібрагімбеков, Георгій Данелія
- Продюсер — Юрій Кушнерьов, Геворг Нерсисян
- Композитор — Юрій Якушев